# 巴萨诺-因泰韦里纳
巴萨诺-因泰韦里纳（義大利語：Bassano in Teverina），是意大利拉齐奥大区维泰博省的一个市镇。总面积12.1平方公里，人口1290人，人口密度106.6人/平方公里（2009年）。ISTAT代码为056006。